# Leeds United Association Football Club 2020-2021
Questa pagina raccoglie i dati riguardanti il Leeds United Association Football Club nelle competizioni ufficiali della stagione 2020-2021.

## Stagione
La stagione 2020-21 è stato il 93º campionato professionistico per il club del West Yorkshire, la prima stagione in Premier League a 16 anni dall'ultima volta, dopo la promozione della stagione precedente dalla Football League Championship 2019-2020, ottenuta vincendo il campionato. Questa stagione ha visto il Leeds impegnato, oltre che in campionato, anche in FA Cup ed in League Cup.
Il 20 agosto 2020 viene presentato il calendario della Premier League 2020-2021 che vede il Leeds Utd fare il proprio debutto in trasferta sul campo dei campioni in carica del Liverpool.
L'11 settembre 2020 arriva il prolungamento del contratto con l'allenatore Marcelo Bielsa fino al 30 giugno 2021.

## Maglie e sponsor
Lo sponsor tecnico del Leeds per la stagione 2020-2021 è l'azienda tedesca, Adidas. Lo sponsor che compare sulle maglie è Sbotop, bookmaker indipendente specializzata in scommesse sportive; per la prima volta compare uno sleeve sponsor sulle maglie del Leeds ed è la JD Sports, un'azienda britannica di vendita al dettaglio di articoli sportivi e abbigliamento.
|  | Casa | Trasferta | Third |

## Calciomercato

### Sessione estiva(dal 27/7 al 5/10)
| Acquisti | Acquisti              | Acquisti        | Acquisti                 |
| R.       | Nome                  | da              | Modalità                 |
| -------- | --------------------- | --------------- | ------------------------ |
| P        | Illan Meslier         | Lorient         | riscattato               |
| P        | Dani van den Heuvel   | Ajax            | definitivo               |
| D        | Laurens De Bock       | ADO Den Haag    | fine prestito            |
| D        | Cody Drameh           | Fulham          | definitivo               |
| D        | Robin Koch            | Friburgo        | definitivo               |
| D        | Diego Llorente        | Real Sociedad   | definitivo               |
| D        | Conor Shaughnessy     | Burton Albion   | fine prestito            |
| C        | Charlie Allen         | Linfield        | definitivo               |
| C        | Jack Harrison         | Manchester City | rinnovo prestito         |
| C        | Crysencio Summerville | Feyenoord       | definitivo               |
| A        | Adrián Balboa         | Lorca           | fine prestito            |
| A        | Joe Gelhardt          | Wigan           | definitivo               |
| A        | Sam Greenwood         | Arsenal         | definitivo               |
| A        | Rafa Mújica           | Villarreal      | fine prestito            |
| A        | Raphinha              | Rennes          | definitivo               |
| A        | Rodrigo               | Valencia        | definitivo (£26 milioni) |
| A        | Jay-Roy Grot          | Vitesse         | fine prestito            |
| A        | Kun Temenuzhkov       | La Nucía        | fine prestito            |

| Cessioni | Cessioni            | Cessioni        | Cessioni      |
| R.       | Nome                | a               | Modalità      |
| -------- | ------------------- | --------------- | ------------- |
| P        | Will Huffer         |                 | svincolato    |
| P        | Kamil Miazek        |                 | svincolato    |
| D        | Laurens De Bock     | Zulte Waregem   | prestito      |
| D        | Bryce Hosannah      | Bradford City   | prestito      |
| D        | Joshveer Shergill   | Solihull Moors  | definitivo    |
| D        | Joe Stanley         | Buxton          | definitivo    |
| D        | Ben White           | Brighton        | fine prestito |
| C        | Mateusz Bogusz      | UD Logroñés     | prestito      |
| C        | Alfie McCalmont     | Oldham Athletic | prestito      |
| C        | Jordan Stevens      | Swindon Town    | prestito      |
| A        | Jean-Kévin Augustin | RB Lipsia       | fine prestito |
| A        | Jack Clarke         | Tottenham       | fine prestito |
| A        | Ryan Edmondson      | Aberdeen        | prestito      |
| A        | Rafa Mújica         | Real Oviedo     | prestito      |
| A        | Eddie Nketiah       | Arsenal         | fine prestito |
| A        | Kun Temenuzhkov     | Real Unión      | prestito      |

### Sessione domestica(dal 5/10 al 16/10)
| Acquisti | Acquisti | Acquisti | Acquisti |
| R.       | Nome     | da       | Modalità |
| -------- | -------- | -------- | -------- |

| Cessioni | Cessioni       | Cessioni             | Cessioni   |
| R.       | Nome           | a                    | Modalità   |
| -------- | -------------- | -------------------- | ---------- |
| P        | Matthew Turner | Haverfordwest County | prestito   |
| D        | Barry Douglas  | Blackburn            | prestito   |
| C        | Robbie Gotts   | Lincoln City         | prestito   |
| C        | Theo Hudson    | Darlington           | definitivo |

### Operazioni esterne(dal 17/10 al 3/1)
| Acquisti | Acquisti | Acquisti | Acquisti |
| R.       | Nome     | da       | Modalità |
| -------- | -------- | -------- | -------- |

| Cessioni | Cessioni | Cessioni | Cessioni |
| R.       | Nome     | a        | Modalità |
| -------- | -------- | -------- | -------- |

### Sessione invernale(dal 4/1 all'1/2)
| Acquisti | Acquisti       | Acquisti     | Acquisti      |
| R.       | Nome           | da           | Modalità      |
| -------- | -------------- | ------------ | ------------- |
| C        | Robbie Gotts   | Lincoln City | fine prestito |
| C        | Jordan Stevens | Swindon Town | fine prestito |
| A        | Ryan Edmondson | Aberdeen     | fine prestito |
| A        | Rafa Mújica    | Real Oviedo  | fine prestito |

| Cessioni | Cessioni          | Cessioni         | Cessioni   |
| R.       | Nome              | a                | Modalità   |
| -------- | ----------------- | ---------------- | ---------- |
| C        | Robbie Gotts      | Salford City     | prestito   |
| C        | Conor Shaughnessy | Rochdale         | definitivo |
| C        | Jordan Stevens    | Bradford City    | prestito   |
| A        | Ryan Edmondson    | Northampton Town | prestito   |
| A        | Jay-Roy Grot      | Osnabrück        | definitivo |
| A        | Rafa Mújica       | Las Palmas       | prestito   |

## Rosa
Aggiornata all'8 marzo 2021.
| N. |                               | Ruolo | Calciatore                  |
| -- | ----------------------------- | ----- | --------------------------- |
| 1  | Francia (bandiera)            | P     | Illan Meslier               |
| 2  | Inghilterra (bandiera)        | D     | Luke Ayling (vice-capitano) |
| 3  | Scozia (bandiera)             | D     | Barry Douglas               |
| 4  | Inghilterra (bandiera)        | C     | Adam Forshaw                |
| 5  | Germania (bandiera)           | D     | Robin Koch                  |
| 6  | Scozia (bandiera)             | D     | Liam Cooper (capitano)      |
| 7  | Inghilterra (bandiera)        | C     | Ian Poveda                  |
| 9  | Inghilterra (bandiera)        | A     | Patrick Bamford             |
| 10 | Macedonia del Nord (bandiera) | C     | Ezgjan Alioski              |
| 11 | Galles (bandiera)             | A     | Tyler Roberts               |
| 13 | Spagna (bandiera)             | P     | Kiko Casilla                |
| 14 | Spagna (bandiera)             | D     | Diego Llorente              |
| 15 | Irlanda del Nord (bandiera)   | C     | Stuart Dallas               |
| 17 | Portogallo (bandiera)         | C     | Hélder Costa                |
| 18 | Brasile (bandiera)            | C     | Raphinha                    |
| 19 | Spagna (bandiera)             | C     | Pablo Hernández             |
| 20 | Spagna (bandiera)             | A     | Rodrigo                     |
| 21 | Paesi Bassi (bandiera)        | D     | Pascal Struijk              |

| N. |                        | Ruolo | Calciatore        |
| -- | ---------------------- | ----- | ----------------- |
| 22 | Inghilterra (bandiera) | C     | Jack Harrison     |
| 23 | Inghilterra (bandiera) | C     | Kalvin Phillips   |
| 24 | Inghilterra (bandiera) | D     | Leif Davis        |
| 25 | Italia (bandiera)      | P     | Elia Caprile      |
| 28 | Svizzera (bandiera)    | D     | Gaetano Berardi   |
| 30 | Inghilterra (bandiera) | A     | Joe Gelhardt      |
| 35 | Inghilterra (bandiera) | D     | Charlie Cresswell |
| 36 | Inghilterra (bandiera) | D     | Robbie Gotts      |
| 42 | Inghilterra (bandiera) | A     | Sam Greenwood     |
| 43 | Polonia (bandiera)     | C     | Mateusz Klich     |
| 44 | Polonia (bandiera)     | C     | Mateusz Bogusz    |
| 46 | Inghilterra (bandiera) | C     | Jamie Shackleton  |
| 47 | Inghilterra (bandiera) | C     | Jack Jenkins      |
| 48 | Inghilterra (bandiera) | C     | Jordan Stevens    |
| 49 | Inghilterra (bandiera) | D     | Oliver Casey      |
| 52 | Galles (bandiera)      | D     | Niall Huggins     |
|    | Marocco (bandiera)     | C     | Ouasim Bouy       |

## Risultati

### Premier League

#### Girone di andata
| Arbitro: | Oliver (Northumberland) |

|                                             |           |                                    |
| Salah 4’ (rig.) 33’ 88’ (rig.) van Dijk 20’ | Marcatori | 12’ Harrison 30’ Bamford 66’ Klich |

| Arbitro: | Friend (Leicestershire) |

|                                            |           |                                              |
| Costa 5’, 57’ Klich 41’ (rig.) Bamford 50’ | Marcatori | 34’ (rig.), 67’ Mitrović 62’ De Cordova-Reid |

| Arbitro: | Tierney (Lancashire) |

|  |           |             |
|  | Marcatori | 88’ Bamford |

| Arbitro: | Dean (Wirral) |

|             |           |              |
| Rodrigo 59’ | Marcatori | 17’ Sterling |

| Arbitro: | Coote (Nottinghamshire) |

|  |           |             |
|  | Marcatori | 70’ Jiménez |

| Arbitro: | Tierney (Lancashire) |

|  |           |                       |
|  | Marcatori | 55’, 67’, 74’ Bamford |

| Arbitro: | Marriner (West Midlands) |

|            |           |                                                |
| Dallas 48’ | Marcatori | 2’ Barnes 21’ 90+1’ (rig.) Tielemans 76’ Vardy |

| Arbitro: | Kavanagh (Lancashire) |

|                                            |           |             |
| Dann 12’ Eze 22’ Costa 42’ (aut.) Ayew 70’ | Marcatori | 27’ Bamford |

| Leeds 22 novembre 2020, ore 16:30 WET 9ª giornata | Leeds Utd         | 0 – 0 referto | Arsenal | Elland Road (0 spett.)\| Arbitro: \| Taylor (Cheshire) \| |
| Arbitro:                                          | Taylor (Cheshire) |               |         |                                                           |

| Arbitro: | Kavanagh (Lancashire) |

|  |           |              |
|  | Marcatori | 79’ Raphinha |

| Arbitro: | Friend (Leicestershire) |

|                                  |           |            |
| Giroud 27’ Zouma 61’ Pulisic 90’ | Marcatori | 4’ Bamford |

| Arbitro: | Oliver (Northumberland) |

|                 |           |                        |
| Klich 6’ (rig.) | Marcatori | 25’ Souček 80’ Ogbonna |

| Arbitro: | Hooper (Wiltshire) |

|                                                             |           |                         |
| Bamford 35’ Rodrigo 61’ Dallas 77’ Alioski 85’ Harrison 88’ | Marcatori | 26’ Hendrick 77’ Dallas |

| Arbitro: | Taylor (Cheshire) |

|                                                                  |           |                       |
| McTominay 2’, 3’ Fernandes 20’ 70’ (rig.) Lindelöf 37’ James 66’ | Marcatori | 42’ Cooper 73’ Dallas |

| Arbitro: | Jones (Merseyside) |

|                   |           |  |
| Bamford 5’ (rig.) | Marcatori |  |

| Arbitro: | Mason (Bolton) |

|  |           |                                                                     |
|  | Marcatori | 9’ (aut.) Sawyers 31’ Alioski 36’ Harrison 40’ Rodrigo 72’ Raphinha |

| Arbitro: | Coote (Nottinghamshire) |

|                                          |           |  |
| Kane 29’ (rig.) Son 43’ Alderweireld 50’ | Marcatori |  |

| Arbitro: | Marriner (West Midlands) |

|                                     |           |  |
| Bamford 47’ Dallas 78’ Raphinha 84’ | Marcatori |  |

| Arbitro: | Friend (Leicestershire) |

|  |           |            |
|  | Marcatori | 17’ Maupay |

#### Girone di ritorno
| Arbitro: | Taylor (Cheshire) |

|             |           |                           |
| Almirón 57’ | Marcatori | 17’ Raphinha 61’ Harrison |

| Arbitro: | Kavanagh (Lancashire) |

|            |           |                                     |
| Barnes 13’ | Marcatori | 15’ Dallas 71’ Bamford 84’ Harrison |

| Arbitro: | Oliver (Northumberland) |

|              |           |                                  |
| Raphinha 48’ | Marcatori | 10’ Sigurosson 41’ Calvert-Lewin |

| Arbitro: | Marriner (West Midlands) |

|                         |           |  |
| Harrison 3’ Bamford 52’ | Marcatori |  |

| Arbitro: | Attwell (Warwickshire) |

|                                              |           |                       |
| Aubameyang 13’, 40’ (rig.), 47’ Bellerín 45’ | Marcatori | 58’ Struijk 68’ Costa |

| Arbitro: | Coote (Nottinghamshire) |

|                    |           |  |
| Meslier 64’ (aut.) | Marcatori |  |

| Arbitro: | Bankes (Merseyside) |

|  |           |             |
|  | Marcatori | 5’ El Ghazi |

| Arbitro: | Dean (Wirral) |

|                        |           |  |
| Lingard 21’ Dawson 28’ | Marcatori |  |

| Leeds 13 marzo 2021, ore 12:30 WET 28ª giornata | Leeds Utd               | 0 – 0 referto | Chelsea | Elland Road (0 spett.)\| Arbitro: \| Friend (Leicestershire) \| |
| Arbitro:                                        | Friend (Leicestershire) |               |         |                                                                 |

| Arbitro: | Coote (Nottinghamshire) |

|              |           |                          |
| Anderson 38’ | Marcatori | 29’ Bamford 58’ Raphinha |

| Arbitro: | Scott (Oxfordshire) |

|                                  |           |              |
| Harrison 12’ Jagielka 50’ (aut.) | Marcatori | 45+2’ Osborn |

| Arbitro: | Marriner (West Midlands) |

|            |           |                   |
| Torres 76’ | Marcatori | 42’, 90+1’ Dallas |

| Arbitro: | Taylor (Cheshire) |

|              |           |          |
| Llorente 87’ | Marcatori | 31’ Mané |

| Leeds 25 aprile 2021, ore 14:00 WEST 33ª giornata | Leeds Utd          | 0 – 0 referto | Manchester Utd | Elland Road (0 spett.)\| Arbitro: \| Pawson (Sheffield) \| |
| Arbitro:                                          | Pawson (Sheffield) |               |                |                                                            |

| Arbitro: | Kavanagh (Lancashire) |

|                             |           |  |
| Groß 14’ (rig.) Welbeck 80’ | Marcatori |  |

| Arbitro: | Oliver (Northumberland) |

|                                    |           |         |
| Dallas 13’ Bamford 42’ Rodrigo 84’ | Marcatori | 25’ Son |

| Arbitro: | Scott (Oxfordshire) |

|  |           |                                         |
|  | Marcatori | 44’ Klich 60’ Harrison 77’, 79’ Rodrigo |

| Arbitro: | Bankes (Merseyside) |

|  |           |                            |
|  | Marcatori | 73’ Bamford 90+5’ Robert's |

| Arbitro: | Coote (Nottinghamshire) |

|                                             |           |                 |
| Rodrigo 17’ Phillips 42’ Bamford 79’ (rig.) | Marcatori | 90’ Robson-Kanu |

### FA Cup

#### Turni eliminatori
| Arbitro: | Bankes (Merseyside) |

|                                          |           |  |
| Tsroulla 50’ Nadesan 53’ Tunnicliffe 70’ | Marcatori |  |

### EFL Cup

#### Turni eliminatori
| Arbitro: | Webb (County Durham) |

|                                                                               |                      |                                                                            |
| Alioski 90+3’                                                                 | Marcatori            | 5’ Wilks                                                                   |
| Rodrigo Alioski Roberts Poveda Douglas Struijk Davis Gotts Casilla Shackleton | Tiri di rigore 8 – 9 | Docherty C.Jones Coyle Scott Mayer Elder McLoughlin Chadwick Batty A.Jones |

## Statistiche

### Statistiche di squadra
Statistiche aggiornate al 23 maggio 2021
| Competizione   | Punti | In casa | In casa | In casa | In casa | In casa | In casa | In trasferta | In trasferta | In trasferta | In trasferta | In trasferta | In trasferta | Totale | Totale | Totale | Totale | Totale | Totale | DR |
| Competizione   | Punti | G       | V       | N       | P       | Gf      | Gs      | G            | V            | N            | P            | Gf           | Gs           | G      | V      | N      | P      | Gf     | Gs     | DR |
| -------------- | ----- | ------- | ------- | ------- | ------- | ------- | ------- | ------------ | ------------ | ------------ | ------------ | ------------ | ------------ | ------ | ------ | ------ | ------ | ------ | ------ | -- |
| Premier League | 59    | 19      | 8       | 5       | 6       | 28      | 21      | 19           | 10           | 0            | 9            | 34           | 33           | 38     | 18     | 5      | 15     | 62     | 54     | +8 |
| FA Cup         | -     | 0       | 0       | 0       | 0       | 0       | 0       | 1            | 0            | 0            | 1            | 0            | 3            | 1      | 0      | 0      | 1      | 0      | 3      | -3 |
| Carabao Cup    | -     | 1       | 0       | 1       | 0       | 1       | 1       | 0            | 0            | 0            | 0            | 0            | 0            | 1      | 0      | 1      | 0      | 1      | 1      | 0  |
| Totale         | -     | 20      | 8       | 6       | 6       | 29      | 22      | 20           | 10           | 0            | 10           | 34           | 36           | 40     | 18     | 6      | 16     | 63     | 58     | +5 |

### Andamento in campionato
| Giornata  | 1  | 2 | 3 | 4 | 5  | 6 | 7  | 8  | 9  | 10 | 11 | 12 | 13 | 14 | 15 | 16 | 17 | 18 | 19 | 20 | 21 | 22 | 23 | 24 | 25 | 26 | 27 | 28 | 29 | 30 | 31 | 32 | 33 | 34 | 35 | 36 | 37 | 38 |
| --------- | -- | - | - | - | -- | - | -- | -- | -- | -- | -- | -- | -- | -- | -- | -- | -- | -- | -- | -- | -- | -- | -- | -- | -- | -- | -- | -- | -- | -- | -- | -- | -- | -- | -- | -- | -- | -- |
| Luogo     | T  | C | T | C | C  | T | C  | T  | C  | T  | T  | C  | C  | T  | C  | T  | T  | C  | C  | T  | T  | C  | C  | T  | T  | C  | T  | C  | T  | C  | T  | C  | C  | T  | C  | T  | T  | C  |
| Risultato | P  | V | V | N | P  | V | P  | P  | N  | V  | P  | P  | V  | P  | V  | V  | P  | V  | P  | V  | V  | P  | V  | P  | P  | P  | P  | N  | V  | V  | V  | N  | N  | P  | V  | V  | V  | V  |
| Posizione | 13 | 9 | 7 | 8 | 10 | 6 | 12 | 15 | 14 | 12 | 14 | 14 | 13 | 14 | 12 | 11 | 12 | 12 | 12 | 12 | 12 | 11 | 10 | 11 | 12 | 11 | 11 | 12 | 11 | 11 | 10 | 10 | 9  | 11 | 10 | 10 | 10 | 9  |

Legenda:

Luogo: C = Casa; T = Trasferta. Risultato: V = Vittoria; N = Pareggio; P = Sconfitta.